# Micrurus nebularis
Micrurus nebularis este o specie de șerpi din genul Micrurus, familia Elapidae, descrisă de Roze 1989. Conform Catalogue of Life specia Micrurus nebularis nu are subspecii cunoscute.